# Karim Darwish
Pour les articles homonymes, voir Darwich.
Karim Darwish, né le 29 août 1981 à Gizeh, est un joueur professionnel de squash représentant l'Égypte. Il atteint la première place mondiale en janvier 2009 après avoir été champion du monde junior en 2000.
Il est marié avec la joueuse professionnelle égyptienne Engy Kheirallah. Il se retire du circuit en octobre 2014.

## Palmarès

### Titres
- Open de Macao : 2012

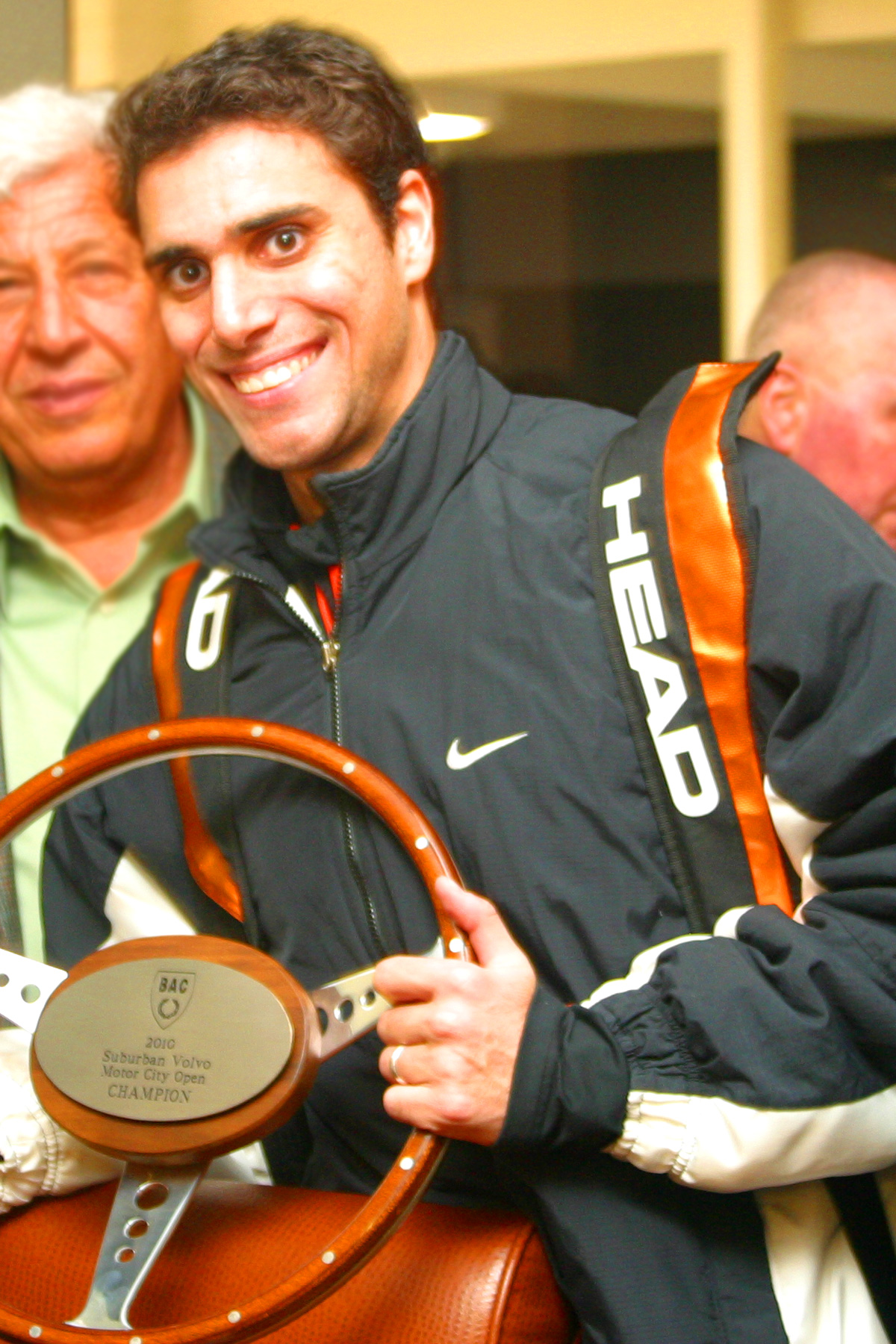
Karim Darwish avec son trophée de vainqueur du Motor City Open

- Open de Kuala Lumpur : 2 titres (2011, 2013)
- El Gouna International : 2010
- Sky Open : 2009
- Qatar Classic : 2 titres (2008 et 2010)
- Motor City Open : 2010
- Open de Dayton : 2004
- Open de Suède : 2004
- Saudi International : 2008
- CNS International (2007)
- Oregon Open (2008)
- Championnats d'Égypte : 3 titres (2005, 2006 et 2007)
- Championnats du monde junior : 2000

### Finales
- Sky Open : 3 finales (2008, 2010, 2013)
- Kuwait PSA Cup : 2011
- Qatar Classic :  2009
- Motor City Open : 2013
- Hurghada International : 2011
- Open de Kuala Lumpur : 2010
- Open de Macao : 2008
- Open de Suède : 2 finales (2009, 2012)
- Heliopolis Open : 2 finales (2005, 2007)
- Open de Séville : 2003